# Inspiration Rocks
Die Inspiration Rocks (englisch für Erleuchtungsfelsen) sind eine Gruppe von Felsvorsprüngen im westantarktischen Ellsworthland. In den Jones Mountains ragen sie am Nordrand der Cache Heights auf.
Teilnehmer einer von der University of Minnesota von 1960 bis 1961 unternommenen Expedition zu den Jones Mountains kartierten und benannten sie. Namensgebend ist der Umstand, dass nahezu die gesamten Jones Mountains von hier aus einsehbar sind.